# Галкин, Александр Александрович (генерал)
Алекса́ндр Алекса́ндрович Га́лкин (6 октября 1935, Буланово, Челябинская область — 5 февраля 2002, Москва) — советский и российский военачальник. Генерал-полковник (16.08.1989).
Начальник Главного бронетанкового управления (1987—1995), Начальник Главного автобронетанкового управления (1995—1996) Министерства обороны СССР и России. Лауреат Государственной премии Российской Федерации (1993). Отец артиста эстрады Максима Галкина.

## Биография

### На военной службе
В 1958 году Александр Александрович Галкин окончил Ульяновское танковое командное училище. Службу в войсках ВС Союза ССР проходил командиром взвода, заместителем командира роты, помощником начальника артиллерии, начальником вооружения 8-й гвардейской армии Группы советских войск в Германии, начальником вооружения Одесского военного округа.

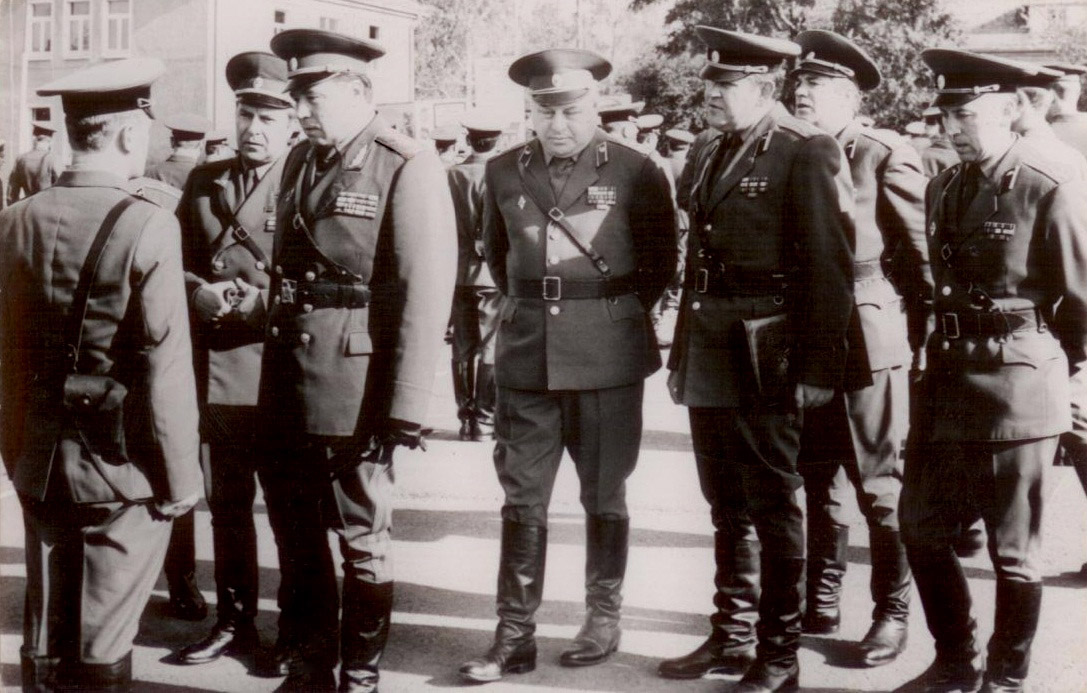
Начальник вооружения 8-й гвардейской армии полковник Александр Галкин (крайний справа) и командующий 8-й гвардейской армией генерал-лейтенант Анатолий Бетехтин
в 39 гв. мсд. ГДР, Ордруф, 1980-е гг.

В 1968 году окончил Военную академию бронетанковых войск им. Р. Я. Малиновского, в 1979 году — Военную академию Генерального штаба Вооружённых сил СССР им. К. Е. Ворошилова.
С 1985 года по 1987 год — заместитель командующего войсками Дальневосточного военного округа.
26 марта 1987 года назначен начальником Главного бронетанкового управления Министерства обороны СССР.
После распада СССР в 1991 году возглавляет данное управление в Министерстве обороны Российской Федерации (Минобороны России). 
В 1995 году, после объединения Главного автомобильного управления и Главного бронетанкового управления в Главное автобронетанковое управление, генерал-полковник Галкин возглавляет его до 20 ноября 1996 года.
Фактически являлся начальником управления, обеспечивающего строительство и развитие танкостроения и обеспечение бронетанковой техникой и вооружением Вооруженных Сил страны более 9 лет. Специалист в области определения направлений развития, боевого применения и эксплуатации бронетанковой техники. Организатор и руководитель разработки и оснащения войск бронетанковой техникой и вооружением, конверсионных мероприятий. Автор научных трудов и изобретений в области технического обеспечения, войсковой эксплуатации и боевого применения бронетанковой техники. Лауреат Государственной премии Российской Федерации в области науки и техники за 1993 год за вклад в модернизацию и производство танка Т-80У.
С 1993 года — член-корреспондент Российской академии ракетных и артиллерийских наук.

### В запасе и отставке
В запасе с 1997 года. 
С 1998 по 1999 год — советник генерального директора ГК «Росвооружение».

#### Депутат Государственной Думы
С 16 июля 1998 по 18 января 2000 года — депутат Государственной Думы Федерального Собрания Российской Федерации II созыва. Баллотировался по списку ВОПД «Наш Дом — Россия» в Московской области, но избран не был. Получил мандат депутата Госдумы досрочно прекратившего полномочия Льва Рохлина. Являлся членом фракции «Наш Дом — Россия».

## Семья
- Отец — Александр Леонидович Галкин (15.08.1913-02.11.1944) военный.
- Мать — Наталья Егоровна Галкина (в девичестве Брейтеньбхер[5]) (2 января 1914-30 марта 2000) домохозяйка
- Отчим — Андрей Наумович Поплавский (5 мая 1897-3 сентября 1998) от него есть другая жена (с 7 апреля 1946 года до 2 сентября 1998)— военный[5]
- Тётя, сестра матери — Зинаида Егоровна Брейтенбьюхер жила в 2004 году в Челябинске.[5] (28 августа 1909-27 апреля 2004) причиной смерти стал рак
- Жена — Наталья Григорьевна Галкина (урождённая Прагина[6]; 16 января 1940, Одесса — 9 апреля 2002, Израиль) — кандидат физико-математических наук, старший научный сотрудник, работала в Международном институте теории прогноза землетрясений и математической геофизики РАН, умерла от рака, последние годы жизни жила в Израиле.[7] Дочь подполковника Григория Робертовича и Раисы Яковлевны Прагиных (мать приходилась племянницей математику А. М. Лопшицу).[8][9]
  - Старший сын — Дмитрий Александрович Галкин (род. 4 августа 1960) — бывший военнослужащий, работал продюсером продюсерского центра «Центум». С 2006 года — президент ООО «Военно-промышленная компания», которая является партнёром государства в области оснащения Вооружённых сил и других военизированных структур бронетехникой и её сервисным обслуживанием, ремонтом и утилизацией вооружения.
    - Внуки — Никита Дмитриевич Галкин (1985-2022), Алина Дмитриевна Галкина (1989) и Григорий Дмитриевич Галкин (1995).

  - Младший сын — Максим Александрович Галкин (род. 18 июня 1976) — российский артист эстрады и телеведущий
    - Внуки — Елизавета Максимовна Галкина и Гарри Максимович Галкин (двойня) (2011).

## Награды
- Орден Красной Звезды
- Государственная премия Российской Федерации в области науки и техники (1993) — за разработку комплекса новых технических решений танка Т-80У и внедрение его в серийное производство
- Медали СССР,
- Медали Российской Федерации.